# Libido (canción)
«Libido» es un tema de Libido. Compuesta por Manolo Hidalgo , fue uno de los primeros temas oficiales y el cual dio el nombre a la banda. La tema pertenece a Libido que fue lanzado en agosto de 1998, el estilo de este tema es claramente influenciado por movimientos musicales de la época como el grunge. 
En 2004 durante el Libido Acústica fue lanzada una versión acústica como sencillo para el adelanto al primer DVD de la banda el 31 de marzo de 2005.

## Videoclip
Grabado íntegramente en vivo durante las presentaciones que hizo la banda en el Teatro Peruano Japonés para la grabación de su álbum en vivo Libido Acústica (2004).

## Integrantes
- Salim Vera - Voz
- Toño Jáuregui - Bajo y coros
- Manolo Hidalgo - Guitarra
- Jeffry Fischman - Batería, percusión, coros